# Бертелло, Джузеппе
Джузеппе Бертелло (итал. Giuseppe Bertello; род. 1 октября 1942, Фольиццо, Пьемонт, Королевство Италия) — итальянский куриальный кардинал, ватиканский дипломат и сановник. Титулярный архиепископ Урбисальвии с 17 октября 1987 по 18 февраля 2012. Апостольский нунций в Гане, Того и Бенине с 17 октября 1987 по 12 января 1991. Апостольский нунций в Руанде с 12 января 1991 по 25 марта 1995. Постоянный наблюдатель Святого Престола при отделении ООН и специализированных учреждений ООН в Женеве с 25 марта 1995 по 27 декабря 2000. Апостольский нунций в Мексике с 27 декабря 2000 по 11 января 2007. Апостольский нунций в Италии с 11 января 2007 по 3 сентября 2011. Председатель Папской Комиссии по делам государства-града Ватикана и губернатор государства-града Ватикан с 1 октября 2011 по 1 октября 2021. Кардинал-дьякон с титулярной диаконией Санти-Вито-Модесто-э-Крешенция с 18 февраля 2012 по 4 марта 2022. Кардинал-священник с титулярной диаконией pro hac vice Санти-Вито-Модесто-э-Крешенция с 4 марта 2022.

## Ранняя жизнь
Джузеппе Бертелло родился 1 октября 1942 года, в Фольиццо, в Пьемонте, Королевство Италия. Бертелло был рукоположен во священника 29 июня 1966 года епископом Ивреи Альбино Менсой. Получил лиценциат в пастырском богословии, а затем степень доктора канонического права. Он продолжал посещать Папскую Церковную Академию, где он изучал дипломатию.

## На дипломатической службе Святого Престола
Джузеппе Бертелло поступил на дипломатическую службу Святого Престола в 1971 году, служил в Апостольской нунциатуре в Судане, Турции, Венесуэле и в Постоянном представительстве Святого Престола при отделении Организации Объединённых Наций в Женеве.
17 октября 1987 года Папа римский Иоанн Павел II назначил его титулярным архиепископом Urbs Salvia и назначил его апостольским нунцием в Гане, Того и Бенине. Он был рукоположен в епископы 28 ноября 1987 года. Ординацию проводил государственный секретарь Святого Престола кардинал Агостино Казароли, которому сослужили и помогали архиепископ Верчелли Альбино Менса и епископ Ивреи Луиджи Беттацци, в качестве основных соконсекраторов. 12 января 1991 года он был переведён в Руанду, где 1994 год увидел самый драматический этап войны между хуту и тутси. В это время он сделал все что мог, чтобы поощрять все возможные усилия для мира.
В марте 1995 года Иоанн Павел II назначил его представителем в Организации Объединённых Наций в Женеве. Он занимал пост Постоянного наблюдателя Святого Престола при Организации Объединённых Наций в Женеве с 1997 года, и ту же роль во Всемирной торговой организации.
27 декабря 2000 года Папа римский, поручил Бертелло другую задачу, а именно назначил Апостольским нунцием в Мексике, где 30 июля 2002 года он принимал Папу, прибывшего с апостольским визитом в страну для канонизации Хуана Диего Куаухтлатоатцина. 11 января 2007 года Папой Бенедиктом XVI архиепископ Бертелло был назначен на престижную должность апостольского нунция в Италии и Республике Сан-Марино.

## На работе в Римской Курии
3 сентября 2011 года Папа Бенедикт XVI принял, в соответствии с каноном 354 Кодекса канонического права, отставку кардинала Джованни Лайоло, с постов председателя Папской Комиссии по делам государства-града Ватикана и губернатора государства-града Ватикан, попросив его остаться исполнять обязанности до 1 октября 2011 года, со всеми присущими обязанностями своей службы. В то же время, Папа назначил главой обоих ватиканских дикастерий титулярного архиепископа Урбисальи Джузеппе Бертелло — апостольского нунция в Италии и Республике Сан-Марино, который возьмет на себя должности 1 октября 2011 года.
Джузеппе Бертелло возглавил оба ведомства 1 октября 2011 года, в день своего 69-летия. Результатом своей новой роли архиепископ Бертелло будет отвечать за контроль над законодательным органом Ватикана. Новой назначение, а также то, что Бертелло был нунцием в Италии, подразумевает возведение в кардиналы-дьяконы на ближайшей консистории, которая состоялась в феврале 2012 года.

## Кардинал
6 января 2012 года было объявлено, что Папа римский Бенедикт XVI возведёт Джузеппе Бертелло в сан кардинала на консистории 18 февраля 2012 года.
18 февраля 2012 года, в соборе Святого Петра состоялась консистория, на которой Джузеппе Бертелло был возведён в сан кардинал-дьякона с титулярной диаконией Санти-Вито-Модесто-э-Крешенция. На нового Князя Церкви была возложен кардинальская шапка и вручён кардинальский перстень.
Участник Конклава 2013 года.
13 апреля 2013 года кардинал Бертелло был назначен в группу кардиналов учреждённую Папой Франциском, ровно через месяц после своего избрания, которая будет консультировать его и изучит план пересмотра Апостольской конституции о Римской курии, «Pastor Bonus». Другими кардиналами, которые стали членами этой группы были: Франсиско Хавьер Эррасурис Осса — бывший архиепископ Сантьяго-де-Чили; Освальд Грасиас — архиепископ Бомбея; Рейнхард Маркс — архиепископ Мюнхена и Фрайзинга; Шон Патрик О’Мелли — архиепископ Бостона; Лоран Монсенгво Пасиня — архиепископ Киншасы; Джордж Пелл — архиепископ Сиднея и Оскар Андрес Родригес Марадьяга — архиепископ Тегусигальпы;. Епископ Марчелло Семераро, будет выступать в качестве секретаря этой группы. Первое заседание группы запланировано на 1-3 октября 2013 года. Его Святейшество, однако, в настоящее время находится в контакте с вышеупомянутыми кардиналами.
8 сентября 2021 года Святой Престол объявил, что кардинал Бертелло покинет свой пост, а его преемником станет архиепископ Фернандо Вергес Альсага
4 марта 2022 года возведён в сан кардинала-священника с титулярной диаконией pro hac vice Санти-Вито-Модесто-э-Крешенция
1 октября 2022 года кардиналу Бертелло исполнилось 80 лет, и он потерял право на участие в конклавах.

## Награды
- Большой крест ордена «За заслуги перед Итальянской Республикой» (Италия, 4 октября 2008 года)[7]